# DOS/32
DOS/32 — продвинутый 32-битный расширитель DOS, разработанный на замену расширителя DOS/4GW и совместимых с ним. Этот расширитель может быть использован в различных окружениях, начиная со встраиваемых систем, заканчивая эмуляторами DOS, разработчиками и обычными пользователями. В сравнении с DOS/4GW, DOS/32 является свободным программным обеспечением с открытым исходным кодом и может быть модифицирован для создания уникального запускаемого файла, включающего инструмент расширителя памяти и код основного приложения.

## Совместимость
DOS/32 совместим с версиями MS-DOS от 5.00 до 7.10, Windows 3.x, Windows 9x, Windows Me, Windows NT 3.51 и 4.0 (минимум Service Pack 3), Windows 2000, Windows XP и IBM OS/2, а также OpenDOS и DOSEMU.
DOS/32 был протестирован и прошёл проверку совместимости с программами, использующими расширители DOS/4G, DOS/4GW, DOS/4GW Professional, PMODE/W и CauseWay.

## Особенности
Расширитель DOS включает в себя встроенный сервер Advanced DPMI, поддерживающий DOS Protected Mode Interface версии 0.9, и набор инструментов, нужных для создания 32-битных приложений с защищенным режимом. Как и DOS/4G, он требует IBM-PC-совместимый микропроцессор Intel 80386 или мощнее.

## История
DOS/32 доступен для коммерческого использования с 1996 года. В мае 2002 года он был выпущен публично как Liberty Edition вместе с полным исходным кодом под лицензией, схожей на тот момент с Apache License, разрешая свободное, royalty-free распространение с определёнными положениями, касаемыми отсылки к нему в документации и наименовании в случае создания ответвления.